# Pierre Picco
Pierre Picco, né le 17 octobre 1988 à Toulouse, est un céiste français pratiquant le slalom avec son coéquipier Hugo Biso.

## Carrière
Pierre est originaire de la région toulousaine, où il vit encore. Il a fait ses études d’ingénieur en génie civil à l’INSA de Toulouse et travaille actuellement chez SNCF. Il s’essaie à l’âge de six ans au Canoé-Kayak, d’abord reticent, il a le déclic. Après des débuts en monoplace, il s’essaie avec succès au biplace en cadets avec celui qui est encore aujourd’hui son coéquipier : Hugo Biso.
En 2006, il devient double champion du Monde junior, à Solkan,  Slovénie en C2 et C2 par équipe. Dans la catégorie moins de 23 ans, il devient champion d'Europe avec Hugo Biso, en 2009 (Mikulas,  Slovaquie) , en C2 par équipe, et en C2 en 2010 (Leipzig,  Allemagne). Après une blessure en 2012 qui le prive de Jeux olympiques de 2012 à Londres, il revient en 2014 avec un titre de Vice-Champion du Monde de Slalom en C2 et un titre de Champion du Monde par équipe. En 2015, Pierre rejoint le dispositif Athlètes SNCF en tant que Chef de Projets Ouvrage d’art à la Direction de l’Ingénierie.

## Palmarès

### Coupe du Monde
- 2016
  -  Médaille d'or en C2 avec Hugo Biso

### Championnats du monde de canoë-kayak slalom
- 2006 en Slovénie
  -  Médaille d'or en C2 Junior
- 2010 à Tacen,  Slovénie
  -  Médaille d'or en C2 par équipe
- 2014 à Deep Creek Lake,  États-Unis
  -  Médaille d'or en C2 par équipe
  -  Médaille d'argent en C2
- 2015 à Londres,  Royaume-Uni
  -  Médaille d'or en C2 par équipe
  -  Médaille d'argent en C2
- 2017 à Pau,  France
  -  Médaille d'or en C2 par équipe[2]

### Championnats d'Europe de canoë-kayak slalom
- 2010 à Leipzig,  Allemagne
  -  Médaille d'or en C2 - 23 ans par équipe
- 2010 à Leipzig,  Allemagne
  -  Médaille d'or en C2 - 23 ans
- 2013 à Cracovie,  Pologne
  -  Médaille d'or en C2 par équipe
- 2014 à Vienne,  Autriche
  -  Médaille d'argent en C2 par équipe
- 2017 à Tacen,  Slovénie
  -  Médaille d'or en C2
  -  Médaille d'or en C2 par équipe

### Championnat de France
- 2009  France
  -  Médaille d'or en C2
- 2010  France
  -  Médaille de bronze en C2
- 2011  France
  -  Médaille d'or en C2
- 2013  France
  -  Médaille de bronze en C2
- 2014  France
  -  Médaille de bronze en C2
- 2015  France
  -  Médaille d'or en C2